# Kolcs nemzetség
A Kolcs nemzetség a magyar lovagkor egyik nemzetsége, mely a 13. század folyamán lépett színre, majd különböző ágai a 14. századra szétváltak, családnevekként kiváltak a nemzetségből. A nemzetség ősi birtoka Kolcsmező. Ebből a nemzetségből származik a Hosszúmezey család, őse Markalf; az Ujfalusy család, őse Péter; a Tussay család, őse Mok és a Tussai Bódfi család, őse Bód.

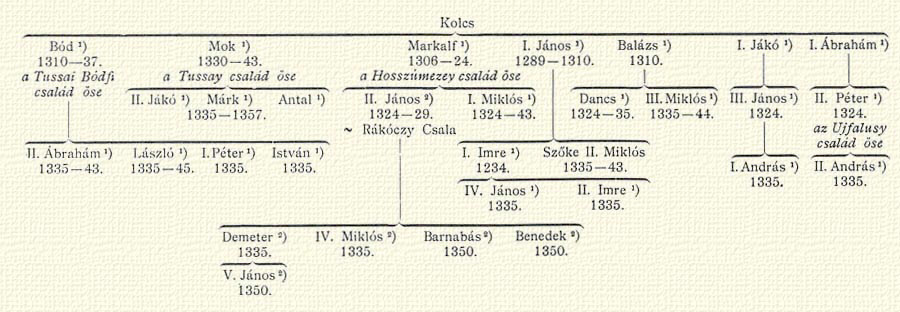
Kolcs leszármazás